# Leprechaun 3
(Tagline del film)
Leprechaun 3 è un film del 1995 diretto da Brian Trenchard-Smith. È il terzo capitolo della saga di Leprechaun, con Warwick Davis che interpreta sempre il leprecauno.
Il film è stato pubblicato in formato direct-to-video. In Italia, come tutti gli altri capitoli della saga, è stato pubblicato nel 2005 in DVD.

## Trama
In un banco dei pegni a Las Vegas, un anziano con una sola gamba e un solo braccio vende al proprietario del banco dei pegni una statua con le sembianze di un leprecauno che indossa un medaglione. L'anziano dice al proprietario che la statua porta molto fortuna, ma lo avverte dicendogli di non togliere il medaglione. Quando l'anziano se ne va, il proprietario disubbidisce e toglie il medaglione per vedere che valore ha. Improvvisamente la statua prende vita e comincia a ferire a morte il proprietario (gli stacca addirittura un orecchio a morsi). Il proprietario, però, scopre che il leprecauno teme il medaglione e lo fa allontanare. Il leprecauno scappa con la sua pentola d'oro, ma, mentre se ne sta andando, perde involontariamente una delle sue monete d'oro. Intanto, il proprietario guarda online alcuni dettagli sulla creatura che ha incontrato.
Intanto, un ragazzo di nome Scott McCoy sta viaggiando su un'auto a Las Vegas e da un passaggio ad una bellissima ragazza di nome Tammy Larsen e i due viaggiano verso il casinò dove lei lavora come assistente di un mago di nome Fazio. Mentre sono al casinò, Scott comincia a giocare d'azzardo, perdendo tutti i suoi soldi alla roulette. Poi Scott va al banco dei pegni per vendere il suo orologio per avere un po' di soldi, ma appena entrato trova solo il cadavere del proprietario ucciso dal leprecauno tempo prima. Dopo aver chiamato la polizia, il ragazzo trova la moneta d'oro e notando il video sui leprecauni sul computer scopre che le monete esaudiscono i desideri e, per scherzo, esprime il desiderio di tornare al casinò e di vincere tutto.
Improvvisamente il desiderio si avvera e Scott comincia a vincere alla roulette, ma Fazio gli ruba la moneta d'oro e Scott viene attaccato dal leprecauno che lo morde e, nella colluttazione, il sangue del folletto infetta la ferita. Il ragazzo riesce a far cadere il leprecauno dalla finestra dell'hotel dove alloggia, ma Scott comincia pian piano ad avere tendenze da leprecauno. Intanto, Fazio e Loretta (due impiegati del casinò), rubano la moneta (l'unica cosa che sono riusciti a rubare dai soldi della vincita di Scott) e, quando il direttore Mitch la afferra e commenta su come desidera di andare a letto con Tammy, il desiderio si avvera, infatti Tammy si infatua perdutamente di Mitch. Mentre i due stanno per cominciare a far l'amore, Loretta comprende le proprietà della moneta e la ruba, facendo in modo che l'effetto del desiderio precedente finisca, infatti Tammy riprende conoscenza e se ne va spaventata. Intanto il leprecauno, che è sopravvissuto alla caduta, uccide Mitch facendolo folgorare con un'illusione. Scott e Tammy irrompono nella camera di Mitch e vengono attaccati dal leprecauno, ma riescono a salvarsi fuggendo.
Intanto Loretta, che possiede la moneta d'oro, esprime il desiderio di ritornare giovane e ci riesce, ma Fazio riesce a rubargliela. Il mago desidera di diventare "il più grande mago che esista al mondo", e ci riesce. Nel frattempo il leprecauno uccide Loretta facendole gonfiare le labbra, il seno e le natiche fino a farla scoppiare.
Nel frattempo, Scott e Tammy entrano nel banco dei pegni dove trovano la pentola d'oro che il leprecauno aveva nascosto, ma poi raggiungono l'ospedale a causa della trasformazione di Scott in leprecauno. Lì il ragazzo viene subito ricoverato, ma Tammy viene catturata dal leprecauno e condotta nell'obitorio. Sfortunatamente, Scott si trasforma del tutto in un leprecauno e uccide tutti i dottori. Poi raggiunge l'obitorio dove il leprecauno sta minacciando Tammy e gli dice che è Fazio a possedere la moneta d'oro. Il leprecauno raggiunge il casinò e uccide Fazio segandolo in due nel bel mezzo di un suo numero di magia.
Scott e Tammy riescono a ritornare al casinò e il ragazzo comincia ad affrontare il leprecauno. Durante la battaglia, il leprecauno propone a Scott di dividere l'oro della pentola fra loro se non lo ucciderà. Il ragazzo sta per accettare, ma, dopo aver sentito le suppliche di Tammy, incenerisce la pentola d'oro, facendo in modo che il leprecauno muoia e Scott ritorni normale.
Alla fine i due ragazzi escono e, dopo essersi baciati e dopo essere usciti dal casinò, fuggono insieme.

## Produzione
Il film è costato 1.200.000 dollari. Inizialmente si era pensato di produrre il film in 3D, ma successivamente la produzione abbandonò l'idea. Il body count del film è di otto persone. Fu girato in 14 giorni.